# Акутна исхемија удова
Акутна исхемија удова, акутна артеријска инсуфицијенција екстремитета нагли је прекид дотока артеријске крви у неки део екстремитета. Поремећај може бити изолован или удружен са исхемијом локализованом и у било којој другој артеријској мрежи (интракранијалној, висцералној, коронарној итд). Болест настаје као последица бројних патолошких стања: акутне тромбозе, емболија, дисекције анеуризме, повреда уда, флеботромбоза или специјфична стања (нпр парадоксалне емболије) познате или непознате етиолгије.
Клинички, акутна исхемија удова, праћен је наглом појавом симптома локалног прекида или нарушене циркулације у крвним судовима, у којем поједина ткива нападнутог уда не примају довољну количину кисеоника из крви. Болест захтева хитно дијагностиковање и ургентно лечење. Уколико се лечење не спроведе у „златном периоду”, стопа ампутација и смртност су високи и умногоме зависе од организације здравствене службе и едукације становништва.

## Етиологија
Акутна исхемија је нагли прекид артеријског крвотока, узрокован прскањем (цепањем), компресијом, тромбозом, емболијом или спазмом (грчењем) крвног суда.
Степен тежине поремећаја и последица у акутној исхемији после запушења артерије зависи од брзине настанка спазма или опструкције (запушења). Нагли прекид циркулације доводи до тешких оштећења. Ако се промене под дејство препреке одвијају полагано, могућа је компензација, коришћењем споредних и заобилазних путева, али само под претпоставком да постоје анастомозе.
Компензација није могућа код завршних или терминалних артерија (наведених у горњем тексту) јер оне не поседују анастомозе. Додуше у организму постоје и функционално-терминалне артерије, које имају анастомозе, али је њихова величина и густина недовољна да надокнади недостајући прилив крви.
Ако се бочне гране користе за заобилажење препреке (види горњу слику) и ако се прошире у одговарајућој мери настаје колатерални крвоток. За овај крвоток је карактеристрично да се постојеће анастомозе проширују, али се никада не стварају нови крвни судови.
Акутна исхемија у терминалним крвним судовима проузрокује безкрвну ткивну некрозу.

### Емболија
Емболија доводи до наглог прекида артеријског протока, а интензитет исхемије у дисталној регији зависи искључиво од развијености колатералне мреже, док непосредно након заустављању емболуса, започињу процес његове фиксације за ендотел.
Емболија је стање које најчешће доводи до акутне оклузије артерија удова. Емболус (чеп, грчки) је покренути тромб (коагулум), а може бити и атерокслеротични плак, масне капљице, ваздух, конгломерат малигних ћелија или друго страно тело које се креће кроз крвни суд и бива заустављено обично на најужем делу крвног суда или рачвама артерија (на рачвама бутне артерије (36%) и аортоилијачне бифуркацији (22%), а затим у поплитеалној (15%), артеријама горњих удова (14%), каротидним (10%) и висцералним артеријама (7%).
Порекло емболуса
- Емболусе су најчешће (85%) срчаног порекла: апсолутне или друге аритмије са стварањем коагулума у левој преткомори који пасивно прелазе у леву комору, постинфарктне анеуризме леве коморе, патолошке вегетације на валвулама, миксоми, ендокардитис, паразитарна обољења.
- Екстракардијални извори емболуса су значајно ређи (око 10%): анеуризме аорте и других артерија где због турбулентног тока настају коагулума који се покрећу пут дистално, улцерозни атеросклеротски плакови и јатрогене емболије (откинути делови катетера, стентова или других материјала током дијагностичкотерапијских инвазивних поступака).
- Парадоксалне емболије су ретка стања и настају тако што тромбоемболус створен у венском суду пређе у артеријски систем где изазове исхемију што је могуће само ако постоји преткоморски или коморски септум дефект септума (преграде).
- Ретко емболус може бити страно тело, али понекад и неутврђене етиологије (до 5% свих емболија). Емболус се зауставља у крвном суду који је по лумену мањи од димензија емболуса и то се најчешће дешава на артеријским рачвама.

### Тромбоза
Тромбоза је најчешће је акутизације хроничног атерокслеротксог процеса на ендотел артерије (егзулцерација, интраплакална хеморагија, парцијално одлубљивање интиме, тромбозе анеуризме итд), а може бити изазвана и другим васкуларним (артеритис, цистична медијална некроза, фибромускуларне дисплазија), хематолошким (мијелопролиферативне болести, криоглобулинемије, тромбоцитопатије, коагулопатије) обољењима или посебним стањима (колапс, хиповолемија, септикемија итд).
Код акутних тромбоза постоје опсежне патолошке промене ендотела што ова стања чини битно различитим од емболија где постоји мање или више очуван континуитет ендотела. Наиме, код тромбозе пре акутног процеса постојале су промене у зиду и колатерална мрежа. Стога, клиничка слика исхемије екстремитета настале као последица акутне артеријске тромбозе обично је нешто блажа него клиничка слика исхемије настале као последица емболије.

### Повреде артерија
Повреде артерија настале дејством тупе, али и пенетрантне силе која доводи до контузија, лацерација и трансекције зида, која последично доводи до спазма и секундарна дистална тромбоза која резултује акутном исхемијом. По истом принципу, екстралуминалну компресију и акутне исхемију могу изазвати: компресија великих хематома, коштани фрагменти, тумори, компартмент синдром итд.

### Дисекција аорте
Акутна дисекција аорте може довести до сужења или потпуне оклузије правог лумена са акутном исхемијом појединих органа које васкуларизују артерије у којима је настао застој циркулације. Тако, код дискентне анеуризме торакалне или торакоабдоминалне аорте може настати акутна исхемија једног или оба доња уда.

### Разлике између емболије и тромбозе
Поред тога шансе за спас оваквог екстремитета нису тако директно повезане са дужином трајања исхемије као што је то случај са прекидом протока кроз здраву артерију. Разликовање емболија и акутних троимбоза није само од академског, него је од пресудног значаја етиопатонгенетског. Наиме, локалним уклањањем нефиксираних тромбоемболуса могуће је постићи ефикасну реканализацију за разлику од акутних тромбоза где би ти поступци довели само до огољавања ендотела и поспешивања ретромботских процеса. Зато, акутне тромбозе се лече тромбендартеректомијама или опсежнијим реконструктивним процедурама (премошћавања).

## Патологија
Акутна исхемија удова настаје као последица недостатка кисеоника ткивима која је има за последицу нарушену исхрану ткива, или значајно отежано уклањање продуката метаболизма, као што су млечна киселина (лактати) и угљен-диоксид.
Емболија или акутна тромбоза артерије, сем нарушеног метаболизма локално доводи до пајаве едемом зида крвног суда са миграцијом и нагомилавањем леукоцита што даље оштећује ендотел. Ове промене подстичу стазу крви, промене у коагулацијске статусу и склоност ка развој секундарног тромба.
Пропагација секундарног тромба дешава се у дисталном, ређе у проксималном правцу. На тај начин долази и до компромитовања бочних грана и колатералне циркулације која продубљује степен исхемије и настанак анаеробног метаболизма (накупљање лактата и других анаеробних киселих метаболита) и следственог поремећаја рада ћелијске мембране и оштећења натријумске и калијумске пумпе и интрацелуларну смрт.
У акутној исхемији удова, мишићно ткиво је најосетљивије на недостатак кисеоника, па се иреверзибилна исхемија у овим ткивима јавља око шест часова после настанка исхемије. Кожа и кости удова мање су осетљива ткива.
Сматра се да су исхемичне промене реверзибилне током прва 46 часа од настанка оклузије или стенозе. Након тога настају иреверзибилне исхемичне промене. Судбина дисталне регије након акутне оклузије доминантно зависи од затечене развијености колатералне мреже. Тако, акутна исхемија настала након локалне тромбозе има бољу прогнозу него исхемија услед масивне емболије у региону где не постоји развијена колатерална мрежа.
Уколико се акутна препрека благовремено не уклони, наступају иреверзибилни процеси фиксације за ендотел (дистални и проксимални раст и организовање тромба) што се манифестује прогресијиом дисталне исхемије и обично настанком иреверзибилне исхемије (гангрена).

## Клиничка слика
Клиничка слика артеријске исхемије удова је обично драматична. Болест се јавља изненада и брзо развија, а манифестација симптома зависи од промера запушеног крвног суда, степена опструкције, постојања колатералне циркулације и осетљивости ткива на недостатак кисеоника.
У анамнезу болесник најчешће наводи тачан период почетак болести, који је у почетку праћен трњењем а затим наглим болом у захваћеном делу уда, на који се надовезује губитак моторике и сензибилитета са могућим постепеним смањењем болних сензација у даљем току болести. У англосаксонској литератури клиничка слика се најчешће описује као пет или шест П (енгл. .
| Клинички симптоми          | Опис симптома |
| -------------------------- | --- |
| 1. Бол                     | - Бол је водећи симптом кога наводе сви болесници - Карактеристике бола: изненадан, јак и јасно локализован у времену и морфолошки (нешто ниже од места опструкције). - Бол се појачава, при покретима удова, а временом постаје јачи због инфаркције мишића у фасцијалним омотачима. - Мускулатура уда је болна и тврда у узнапредовалој исхемије, и често је знак иноперабилитета. |
| 2. и 3. Бледило и хладноћа | - Бледило и хладноћа оболелог уда, јављају се изненада. - Временом бледило прелази у ливидитет, а касније уд постаје марморизован (као знак иреверзибилних промена у ткиву). - Хладан уд није специфична карактеристика акутну исхемије јер се може јавити и код хроничне исхемије, али ако је хладноћа уда удружена са другим знацима акутне исхемије потврђује дијагнозу |
| 4. и 5. Пареза и парализа  | - Парезе и парализе представљају поремећај нервне проводљивости (јер је нервно ткиво најосетљивије на исхемију). - Добар су дијагностички знак лоше дисталне васкуларизацију. - Врло рано, прво се јавља трњење, затим следи парестезије и губитак финог сензибилитета, а након тога и моторна дисфункција парализа и губитак дубоког сензибилитета. - Ове промене настају најчешће у првих шест часова од почетка исхемије и најчешће су знак иреверзибилне промене. - Ако је трајање исхемије дуготрајно, јавља се губитак способности регистровања бола, притисак и температура, као знак да су страдала и дебља нервна влакна. |
| 6. Губитак пулса           | - Одсуство пулса је карактеристичан симптом. - Зависно од одсуства пулса над одређеним артеријама може се лоцирати ниво акутне оклузије. - Овај знак није апсолутан доказ акутне исхемије, јер се може јавити и код хроничног процеса. - Понекад се палпацијом теже опипава пулс услед постојања мекоткивног отока. |

## Дијагноза
Дијагнозе акутне исхемије удова поставља се на основу анамнезе, физичког прегледа, клиничке слике и дијагностичких претрага.
Анамнеза и физикални преглед
У великом броју случајева најчешће је довољно правилно узета анамнеза и клинички преглед. Анамнестички податак о наглом почетку болести, са каркатеристичним клиничком сликом (5П или 6П) често је довољно за постављање праве дијагнозе.
Дијагностичке претраге
Најпрецизнији и најпоузданији начин за сигурну дијагностику је ангиографија. На основу ангиографије може се поставити коначна дијагноза и одлучити о избору начина лечења. На ангиограму емболија се карактерише куполастим отиском тромбоемболуса у лумену и одсуством контраста у дисталном сегменту. Акуна тромбоза се приказује стварањем тромбне масе у хронично стенозираном крвном суду са обично развијеним колатералама.
Међутим, дијагноза се у пракси најчешће поставља на основу клиничких и неинвазивних, Доплер испитивања, тако да ангиографија обично и није потребна. Поред тога, поступак ангиографија продужава време почетка хируршке терапије што битно утиче на прогнозу третмана, и исход лечења код  акутне исхемије екстремитета код кога је време све. 
Други дијагностички алати су дуплекс ултрасонографија, компјутеризована томографија магнетна резонантна томографија, које се користе чешће од  дуплекс ултрасонографије која иако је неинвазивна није прецизна у планирању реваскуларизације. 
Компјутеризована томографија користи зрачење и можда неће ухватии крвне судове за реваскуларизацију који су дистални од оклузије, али је много бржа метод од магнетне резонантне томографије.  
| Категорија                                | Клинички симптоми                                                                        | Доплеров сигнал                                                   |
| I – удови нису угрожени                   | Одсутво укочености и слабости мишића                                                     | Артеријске и венске сигнал се чује                                |
| IIa – граница до које удови нису угрожени | Одсутна или мала укоченост удова, недостатак слабости мишића                             | Најчешће артеријски сигнал је неразумљив, венска сигнал је звучан |
| IIb – искуствено удови су угрожени        | Сензорски поремећаји на прстима, постоји бол, мишићна слабост благо изражена или умерена | Артеријски сигнал неразумљив, венски сигнал се чује               |
| III – неповратна исхемија                 | Изражени поремећај сензибилитета, изражена парализе мишића                               | Артеријске и венске сигнала нечујан                               |

## Диференцијална дијагноза
Диференцијална дијагноза акутна исхемија удова у емболији и акутној тромбозе посебно је значајна због избора хируршке методе лечења.
Диференцијалодијагностички болесници са емболијом обично имају позитивну кардиолошку анамензу, немају раније клаудикационе сметње, а болови и клинички знаци су израженији него код боелсника са акутном тромбозом.
Диференцијално дијагностички акутна исхемија удова може бити сличних симптома (бол, парезе, парестезије, као код лумбалног синдрома, лумбоишиалгије, неуритиса и неурлагија удова, али сва ова обољења су са очуваним артеријским пулзацијама за разлику од тромбозе.
|                            | Акутна тромбоза                      | Емболија                         |
| -------------------------- | ------------------------------------ | -------------------------------- |
| Животна доб                | Преко 40 година                      | Било која                        |
| Почетак болести            | Мање драматичан                      | Изненадан                        |
| Поремећај срчаног ритма    | Ретки, али могући                    | Чести                            |
| Извор емболуса             | Обично непрепознатљив                | Препознатљив                     |
| Линија демаркације         | Обично нејасне                       | Оштра, јасна                     |
| Раније клаудикације        | Обично присутне                      | Ретке                            |
| Ангиографија               | Нејасан тромб, развиејене колетерале | Отисак емболуса, нема колатерала |
| Долер индекс здраве стране | Обично редуковани                    | Обично нормални                  |

## Терапија
Лечење зависи од узрока који је изазвао исхемију уда/удова и њених последица:
Примарно лечење у акутној исхемији удова захтева ургентну примену инвазивниh метода у циљу уклањања узрок (емболектомија, балон катетаризација, уградња стента, скидање гипса са уда ако је исхемија узрокована компресијом итд.) или побољшањем циркулације применом вазодилататорних лекова. 
У лечењу исхемије удова препоручује се и:
- примена вазодилататорне и антикоагулантне терапије лековима,
- избегавање употребе токсичних материја које изазивају спазам (грч) крвних судова (дуван, боравак у загушљивим просторијама)
- дијетална исхрана која треба да спречи даљи развој и настанак тромбозе, атеросклерозе гојазности итд.
- хируршке интервенције (уградња стента, премошћавање графтом, периартеријална лумбална, дорзална, симпатектомија[5]).

Начелни принцип лечења исхемије удова
| Облик лечења                      | Процедуре - лекови |
| --------------------------------- | --- |
| Опште мере                        | - Утопљавање • Седативи • Престанак пушења • Витамин Д |
| Орални вазодилататори             | - Блокатори Ca++ канала - Блокатори симпатичког нервног система |
| Антиоксиданти                     | - Витамин дневно - Витамин дневно |
| Трансдермални вазодилататори      | - Нитроглицерински фластери |
| Парентерални вазодилататори       | - Карбопростациклин, простагландин Е 1 (alprostadil [Prostin VR]). |
| Лекови у истраживању              | - Антагонисти 5-HT (тренутно се испитује у САД). - Азотни оксид (тренутно се испитује) |
| Лекови са недоказаном ефикасношћу | - ACE-инхибитори}--(ангиотензин конвертујући ензими) -{(ketopril, enalaprillisinopril, quinapril) - Блокатори ангиотензин рецептора , )) - Нитрати, (исосорбид динитрат ) - Биљни лекови, (Јохимбин) |
| Хируршке мера                     | - Симпатектомија (вратна, слабинска или дигитална) - Дебридман ране-улцерације - Ампутација (код појаве гангрене прстију)                                                                            |
| Хипербарична оксигенација         | - Примена 100% медицинског кисеоника на увећаном притиску |